# Пам'ятка історії (Польща)
Пам'ятка історії (пол. Pomnik historii) — у Польщі одна з чотирьох форм охорони пам'яток культурної спадщини разом з Реєстром пам'яток, Парком культури та пам'ятником, встановленим згідно з генеральним планом окремого населеного пункту.
Об'єкти, що відносяться до пам'яток історії, є в реєстрі пам'яток, який веде Інститут національної спадщини і підлягають охороні.
Підставою для занесення об'єкта до списку пам'яток історії є подання президента Польщі.
Підвищення громадської уваги в Польщі до пам'яток історії відбулося після збитків, завданих Другою світовою, і загалом було пов'язано з роботою польського архітектора Яна Захватовича по відбудові зруйнованої під час Другої світової війни Варшави, та підписанням Венеціанської хартії.

## Список пам'яток історії
| Місто                  | Об'єкт                                                                    | Зображення | Опис | Дата визнання |
| ---------------------- | ------------------------------------------------------------------------- | ---------- | --- | ------------- |
| Біскупин               | Біскупинське городище                                                     |            | Давнє городище Лужицької культури, приблизно V ст. до н. е. Нині населений пункт та музей під відкритим небом. | 1994          |
| Бохня                  | Соляна копальня                                                           |            | Пам'ятка середньовічної промисловості. Входить до списку об'єктів Світової спадщини Юнеско. | 2000          |
| Варшава                | Історична частина міста Варшави                                           |            | Старе місто Варшави разом Вілянівським палацом та Королівським трактом. Входить до списку об'єктів Світової спадщини Юнеско. | 1994          |
| Варшава                | Станція фільтрів Ліндлея                                                  |            | Система фільтрів для очистки води міського водопроводу, збудована в 1886 році за проектом інженера Вільяма Ліндлея його сином Вільямом. Фільтри займають площу 30 гектарів та забезпечують водою 50% населення Варшави.                                                             | 2012          |
| Варшава                | Повонзківський цвинтар                                                    |            | Найстаріше і найвідоміше кладовище Варшави. | 2014          |
| Величка                | Соляна копальня                                                           |            | Родовище кам'яної солі, яке розроблювалося з XIII по XX ст. Входить до списку об'єктів Світової спадщини Юнеско. | 1994          |
| Вроцлав                | Історична частина міста Вроцлава                                          |            | Сукупність місцевостей Вроцлава: Старе та Нове місто, Тумський та інші острови міста. | 1994          |
| Вроцлав                | Зала Століття                                                             |            | Оздоровчо-спортивна зала. Входить до списку об'єктів Світової спадщини Юнеско. | 2005          |
| Ґданськ                | Місце Вестерплатської битви                                               |            | Поле битви муж польськими та немецкими військами, що відбулась на півострові Вестерплатте з 1 по 7 вересня 1939 року. Битва вважається ознаменуванням початку Другої світової війни.                                                                                                | 2003          |
| Ґданськ                | Історична частина міста Ґданська                                          |            | Історична частина міста разом укріпленнями XVII ст. | 1994          |
| Гдиня                  | Середмістя                                                                |            | Історична частина міста забудована значною кількістю видатних пам'яток міжвоєнної архітектури Польщі. | 2015          |
| Гнезно                 | Прима́сова бази́ліка Внебовзя́ття Пресвятої Ді́ви Марі́ї                       |            | Собор в готичному стилі, збудований в 1342–1390 роках на місці собору зруйнованому тевтонцями в 1331 році. Кафедральний храм Гнезненської архідіецезії римсько-католицької церкви в Гнезно.                                                                                         | 1994          |
| Гостинь-Глогувко       | Базиліка на Святій горі                                                   |            | Собор ораторіанців, збудований наприкінці XVII ст. | 2008          |
| Грюнвальд              | Місце Грюнвальдської битви                                                |            | Грюнвальдська битва — вирішальна битва «Великої війни» 1409–1411 років, що відбулась 15 липня 1410 року між союзним польсько-литовсько-руським та тевтонськими військами. | 2010          |
| Душники-Здруй          | Музей паперового виробництва                                              |            | Музей розміщується в будівлі XVII ст., в якому виробляли папір. Експозиція музею посвячена історії виробництва паперу. | 2011          |
| Жаґань                 | Костьол Пресвятої Діви Марії                                              |            | Монастир Августинського ордена XIV-XVIII ст. | 2011          |
| Жирардув               | Фабричне поселення XIX ст.                                                |            | Місто Жирардув було засновано в 1833 році братами Любенські як текстильна фабрика. Названа в честь директора фабрики - французького інженера Філіпа де Жерара. | 2012          |
| Замостя                | Історична частина міста                                                   |            | Закладене Яном Замойським в 1580 році згідно з ренесансними засадами ідеального міста, на сьогодні є одним з найкраще зберішихся взірців даного типу міст. Входить до списку об'єктів Світової спадщини Юнеско.                                                                     | 1994          |
| Казімеж-Дольни         | Руїни                                                                     |            | Місця в місті в межах реставраційної охоронної зони, в тому числі руїни замку XII-XIV ст., синагога XVIII ст. та ін. | 1994          |
| Кальварія-Зебжидовська | Монастирський архітектурно-парковий комплекс                              |            | Монастирський архітектурно-парковий комплекс, що включає будівлі в стилі маньєризму, сади та парк. Входить до списку об'єктів Світової спадщини Юнеско. | 2000          |
| Камінь-Поморський      | Собор Пресвятої Діви Марії, св. Іоанна Хрестителя і св. єпископа Фаустина |            | Католицький собор XII—XV ст., з романо-готичною архітектурою і органами в стилі бароко 1669 року. | 2005          |
| Катовиці               | Робітниче поселення                                                       |            | Частина району Янів-Никишовець. | 2011          |
| Катовиці               | Будівля уряду Сілезії                                                     |            | Зведена в 1925-29 роках в стилі модерн, будівля була взірцем урядової архітектури Другої республіки. | 2012          |
| Козлувка               | Палац Замойських                                                          |            | Пам'ятка палацово-паркової архітектури XVIII ст. | 2007          |
| Колбач                 | Абатство цистерціанців                                                    |            | Давній монастир цистерціанців, пізніше резиденція поморських князів. | 2014          |
| Краків                 | Старе місто                                                               |            | Історична частина міста разом з Казімєжем. Входить до списку об'єктів Світової спадщини Юнеско. | 1994          |
| Курник                 | Курницький замок разом з Церквою Всіх Святих                              |            | Пам'ятка XV ст. в стилі неоготики. | 2011          |
| Кжешув                 | Цистерціанське абатство                                                   |            | | 2004          |
| Ланьцут                | Ланьцутський замок                                                        |            | Палацо-парковий ансамбль XVII ст. З 1945 року музей. | 2005          |
| Леґницьке Поле         | Костел Св. Ядвіги                                                         |            | Збудований в 1719-1731 рр. | 2004          |
| Ледноґура              | Острів на озері Ледниці                                                   |            | На острові знаходиться давнє городище, та археологічні залишки одного з найбільших центрів середньовічної Польщі часів П'ястів. Тут був охрещений Мешко I, з якого почалась христианізація Польщі.                                                                                  | 1994          |
| Лежайськ               | Костьол і Монастир о. Бернардинів                                         |            | Збудований стараннями єпископа Матіаша Пстроконського в 1608 році. Складається з костьолу, монастиру, костьольного кладовища і оборонних мурів з башатми та брамами. В костелі знаходиться надзвичайно цінний орган.                                                                | 2005          |
| Ленкниця               | Парк Мускау                                                               |            | Найбільший англійський ландшафтний парк в Центральній Європі. Знаходиться на кордоні Німеччини та Польщі. Дві третини парку з 1945 р. знаходяться на території останньої. Входить до списку об'єктів Світової спадщини Юнеско Польщі та Німеччини.                                  | 2004          |
| Льонд                  | Цистерціанський монастир                                                  |            | | 2009          |
| Лович                  | Собор Успіння ПДМ та Св. Миколая                                          |            | Собор Римо-католицької церкви XII—XV ст. | 2012          |
| Любінь                 | Абатство бенедиктів                                                       |            | Центральна пам'ятка - Костел Народження ПМП. На сьогодні маючи бароковий вигляд, має в основі костьол XII ст. в романському стилі, і готичну вежу XVI ст. В церкві похований великопольський князь Владислав III Тонконогий.                                                        | 2009          |
| Люблін                 | Історична частина міста                                                   |            | | 2007          |
| Мальборк               | Маріенбурзький замок                                                      |            | Закладений тевтонськими лицарями в 1274 році, був резиденцією великого магістра Тевтонського ордену з 1309 по 1456 роки. Це найбільший середньовічний цегляний замок у світі, один з еталонів цегляної готики Входить до списку об'єктів Світової спадщини Юнеско.                  | 1994          |
| Ниса                   | Фарний костел Св. Апостола Якуба і Св. Непорочної мучениці Агнєшки        |            | | 2011          |
| Пачкув                 | Староміська частина міста                                                 |            | Старе місто разом з групою систем середньовічних фортифікацій. | 2012          |
| Пельплін               | Кафедральний собор Успіння ПДМ                                            |            | Давній готичний костел монастиря цистерціаців. Одна з найбільших пам'яток цегляної готики на теренах Польщі. | 2014          |
| Рацлавиці              | Місце Битви під Рацлавицями                                               |            | Бій трапився 4 квітня 1794 року під час Повстання Тадеуша Костюшка проти Російської імперії, і закінчився перемогою повстанців над загоном генерала Тормасова. | 2004          |
| Сребрна-Ґура           | Сребрнаґурська твердиня                                                   |            | Фортеця збудована в XVII ст. за особистим розпорядженням пруського короля. До нашого часу зберігся центральний форт «Донжон» та низка оточуючих його бастіонів та казематів. ВІдома довгою осадою військами Наполеона.                                                              | 2004          |
| Старгард-Щецинський    | Костьол ПДМ Королеви Світу та середньовічні мури міста                    |            | | 2010          |
| Стшеґом                | Собор Св. Апостолів Петра і Павла                                         |            | Один з найбільших костьолів Нижньої Сілезії. Чудовий заразок готичної архітектури центральної Європи. | 2012          |
| Судол                  | Кшеньонки-Опатовські                                                      |            | Найбільший в Європі рудник кременю часів неоліту. Знайдений в 1922 році. З 1985 року відкритий для відвідування. | 1994          |
| Сулеюв                 | Цистерціанське абатство                                                   |            | Абатство цистерціанців. Було засноване в 1176 році князем Казимиром II, і розпущено в 1810. На сьогодні тут діє церковний прихід. | 2012          |
| Тарновські Ґури        | Стара шахта срібних руд                                                   |            | Пам'ятка включаю в себе стару шахту срібних руд та штольню Чорної форелі. В 2012 році відкрився Гірний музей, а також була прокладена підземна туристична траса — частина підземного комплексу ходів у понад 150 км. Кандидат внесення до списку об'єктів Світової спадщини Юнеско. | 2004          |
| Торунь                 | Середньовічне місто Торуня                                                |            | Найстаріша частина міста. Складається зі Старого міста, Нового міста та замку хрестоновців. | 1994          |
| Тшебниця               | Абатство цистерціанців                                                    |            | Монастир з базилікою Св. Ядвіги та Св. Варфоломія. З початку XIV ст. Також святилище, через гробівницю Св. Ядвіги похованої тут. | 2014          |
| Фромборк               | Кафедральний собор Успіння Богородиці та Святого Андрія                   |            | Католицький храм в готичному стилі, збудований в період 1329-88 рр. Усипальниця Миколая Коперника. | 1994          |
| Хелмно                 | Хелмно                                                                    |            | Стара частина міста. | 2005          |
| Ченстохова             | Ясна Ґура                                                                 |            | Католицький монастир. Повна назва — Санктуарій Пресвятої Діви Марії Ясногорської. Місце зберігання відомої ікони Божої Матері. Належить чернечому ордену паулінів. | 1994          |